# FM Educativa Parreão
FM Educativa Parreão foi uma emissora de rádio brasileira sediada em Fortaleza, capital do estado do Ceará. Operava no dial FM, na frequência 92,1 MHz.

## História
A FM Educativa Parreão nasceu em 1998, no Bairro Parreão, Fortaleza, Ceará, unindo o desejo de valorização e proclamação do nome do bairro – que anteriormente a este movimento, nem sequer era mencionado no mapa de Fortaleza – à vontade de propagar movimentos sociais. 
Em todos estes anos, a rádio FM 92,1 sempre teve uma preocupação social, inclusive preparando muitos jovens para o mercado de trabalho, como operadores de áudio, técnicos e comunicadores. Implantou vários trabalhos sociais, como o projeto “Sopão” e o projeto Capoeira para tirar a garotada ociosa da rua. Recebeu reconhecimento, sendo premiada pela participação da eleição em Fortaleza dos “prefeitinhos mirins”, inclusive prêmios pela participação no selo UNICEF regional IV, além do 3º lugar no Prêmio Frei Tito de Radialismo. Foi a primeira emissora a abrir espaço na programação para os alunos do curso de jornalismo da Universidade Federal do Ceará.
A programação era eclética, alcançando os mais diversos tipos de público. Alguns programas se tornaram tradicionais na rádio, como, por exemplo, o horário matinal quando são tradicionalmente transmitidas músicas de Roberto Carlos, o período da tarde com transmissão de louvores e o final da tarde com Reggae.
Os equipamentos da emissora eram todos digitais e profissionais, aprovados pela ANATEL, e a  direção geral da rádio era o radialista e jornalista Zairton Cavalcante.
Em 2011, a rádio é extinta para dar espaço à Líder Gospel FM após deixar a 107,3.